# Špičák (berg i Tjeckien, Liberec, lat 50,86, long 15,07)
Špičák är ett berg i Tjeckien.   Det ligger i regionen Liberec, i den norra delen av landet, 100 km nordost om huvudstaden Prag. Toppen på Špičák är 724 meter över havet, eller 219 meter över den omgivande terrängen. Bredden vid basen är 8,8 km.
Terrängen runt Špičák är kuperad åt sydost, men åt nordväst är den platt.Runt Špičák är det ganska tätbefolkat, med 54 invånare per kvadratkilometer. Närmaste större samhälle är Liberec, 10,9 km söder om Špičák. I omgivningarna runt Špičák växer i huvudsak blandskog.